# Reugny, Indre-et-Loire
Reugny är en kommun i departementet Indre-et-Loire i regionen Centre-Val de Loire i de centrala delarna av Frankrike. Kommunen ligger i kantonen Vouvray som tillhör arrondissementet Tours. År 2022 hade Reugny 1 764 invånare.

## Befolkningsutveckling
Antalet invånare i kommunen Reugny
Referens:INSEE